# Prospero
Prospero — отменённая компьютерная игра в жанре приключенческого боевика, разрабатывавшаяся американской компанией Valve Software в конце 1990-х годов. Игра должна была стать первым проектом компании, но из-за своей амбициозности и ограничений движка на то время была отменена еще на стадии задумки. Позднее материалы и идеи проекта были использованы для Half-Life, Steam и последующих продуктов от Valve.

## Игровой процесс
Игра должна была иметь замысловатый сюжет, а геймплей должен был быть акцентирован на исследовании игрового мира с использованием «пси-способностей».

## Разработка
На создание игры Valve были вдохновлены игрой Myst 1993 года и произведениями Хорхе Луиса Борхеса. Главная героиня, известная как «Алеф» или «Библиотекарь» (англ. The Librarian), несколько раз изменялась в течение ранних этапов разработки. Один из вариантов предполагал использование ею неких «пси-усилителей» для увеличения её врождённых способностей.
Игровой дизайнер Карл Декард (англ. Karl Deckard), работавший в Valve с 1996 по 1998 года, принимал участие в проектировании игрового процесса Prospero. Он заявляет, что впоследствии многие из этих наработок не раз были использованы в будущих играх компании: серии Half-Life (в первой игре серии используется 5 треков из Prospero) и Portal.

## Возможный перезапуск
В июне 2006 года генеральный директор компании Valve Гейб Ньюэлл в интервью заявил, что он хотел бы возобновить работу над Prospero, но только после завершения разработки Team Fortress 2. 10 октября 2007 года Team Fortress 2 была выпущена в составе сборника The Orange Box, но никакой новой информации о Prospero Valve не объявила.